# Cabrias

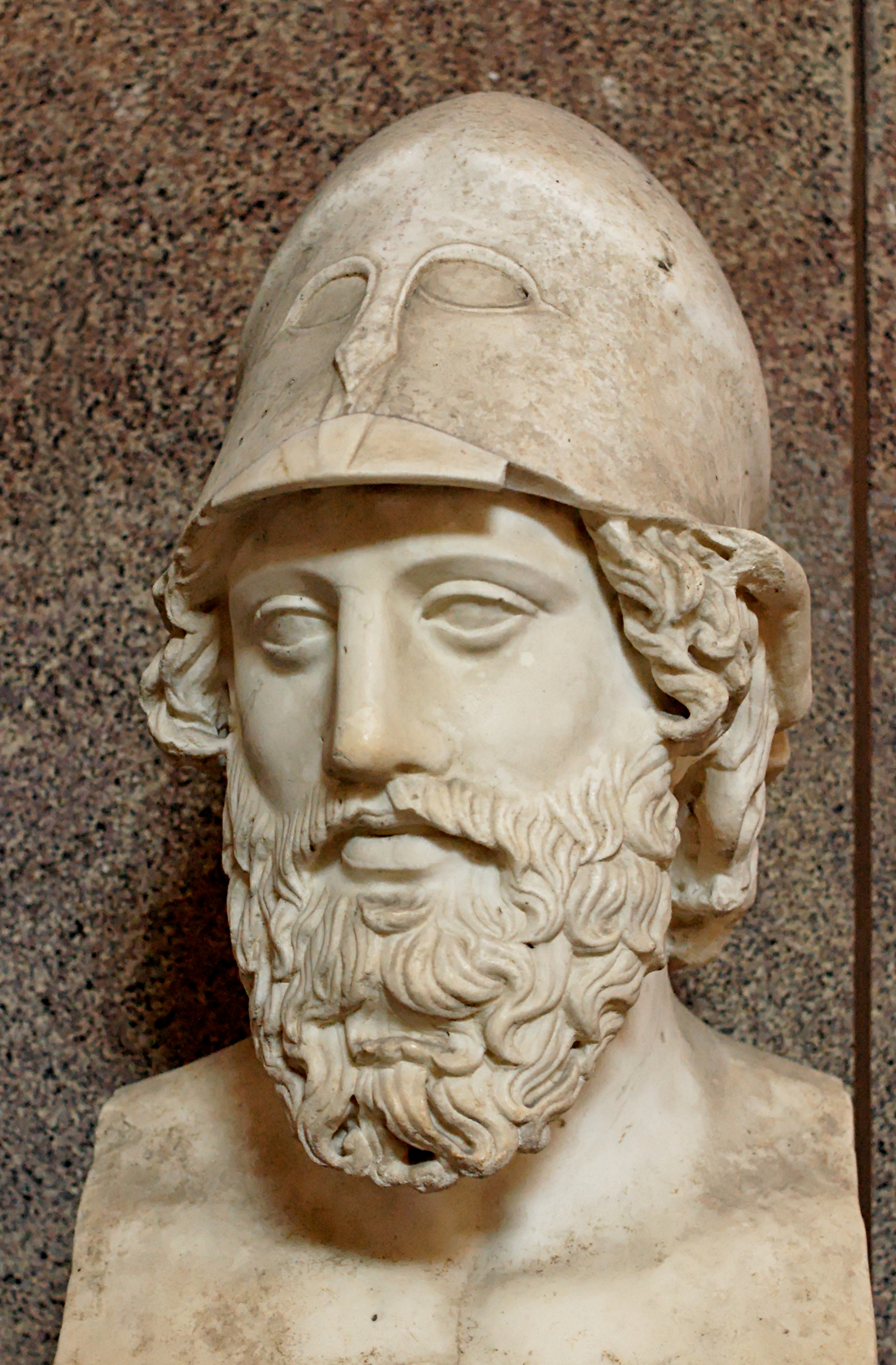
Busto de un strategos griego desconocido. Copia romana de mármol de la época de Adriano, de un original griego de c. 400 a. C.

Cabrias o Chabrias (en griego: Χαβρίας) célebre general o estratego ateniense del siglo IV a. C., que participó, sobre todo, en la Guerra corintia en contra de Esparta y se destacó en los combates navales. Luchó como mercenario en Egipto, en contra de los persas, hasta en tres ocasiones. 

## Primeras campañas
En el año 388 a. C. derrotó a los espartanos en Egina y mandó la flota enviada en ayuda de Evagoras I, rey de Chipre, acosado por los persas. 

## Primeras comisiones en Egipto
Entre 384 a. C. y 382 a. C. trabajó como mercenario para el faraón Acoris de Egipto, que era atacado por los generales del rey persa Artajerjes II, Farnabazo II y Titraustes. Cabrias diseñó para el faraón un sistema de fortificaciones para el Delta del Nilo, entre las que se cuenta el llamado Castillo de Cabrias, en Pelusium.
En el 378 a. C. sería vuelto a contratar por Nectanebo I ante la inminencia de una nueva invasión persa. En esta ocasión, Artajerjes II presionó a Atenas para que llamara de vuelta a Cabrias, gestión que el rey persa logró coronar con éxito. Pero, habiéndose ido Cabrias del teatro de operaciones, sus preparativos resultaron tan acertados que los egipcios rechazaron la invasión.

## Estratego
En 378 a. C., cuando Atenas se alió con Tebas contra Esparta, Cabrias fue designado estratego por sus conciudadanos, derrotando al rey espartano Agesilao II en las cercanías de Tebas. En esta ocasión ideó una maniobra para repeler una carga enemiga, que consistió en ordenar a sus hoplitas que apoyasen en tierra la rodilla izquierda, mientras se mantenían protegidos bajo sus hoplones y con las lanzas apuntadas contra los atacantes. 
En el año 376 a. C. logró una victoria decisiva sobre la flota espartana en Naxos, pese a que, cuando él pudo haber destruido la escuadra enemiga, recordando la supuesta maldición que siguió a los generales en Arginusas, detuvo su persecución para rescatar del mar los cuerpos de sus soldados muertos. 
El mismo año, y como una muestra de la multitud de operaciones que llevó a cabo, rechazó a los tribalios que amenazaban Abdera.
Más adelante, cuando los atenienses cambiaron de bando y se aliaron con los espartanos, repelió al tebano Epaminondas frente a las murallas de Corinto.
En 372 a. C., Cabrias planeó realizar una campaña en el Peloponeso pero debió renunciar por los problemas financieros de la maltrecha economía ateniense.

## El juicio contra Cabrias
En el 366 a. C., él y Calístrato fueron acusados de traición por aconsejar la entrega de Oropos a los tebanos. Diógenes Laercio señala que, habiendo sido condenado a muerte, fue defendido públicamente por Demóstenes, cuando nadie se mostraba dispuesto a hacerlo.
Supuestamente, Demóstenes, cuando se dirigía a la Ekklesía a defender a Cabrias, fue desafiado por un rival con las siguientes palabras:
"Vas a hablar a favor de otro, olvidando que aún queda de la cicuta de Sócrates para ti."
A lo que el orador habría respondido:
"Cuando combatí en defensa de mi patria me expuse a cualquier peligro; no me expongo ahora a uno mayor por defender a un amigo".
Cabrias fue absuelto.

## Mercenario en Egipto
Tras el proceso, Cabrias aceptó un mando naval ofrecido por el faraón de Egipto, Teos, contra la reconquista persa. En tierra, los mercenarios griegos eran mandados por su antiguo enemigo, Agesilao II de Esparta.

## Muerte en Quíos
Pero en el brote de la Guerra Social (357 a. C.), se unió a Cares en la jefatura de la flota ateniense, dedicándose a expediciones punitivas y de saqueo contra colonias y polis menores. Perdió su vida en un ataque contra la isla de Quíos. 
Plutarco, en Vidas paralelas, específicamente en el capítulo dedicado a la vida de Foción, caracteriza la muerte de Cabrias (superior jerárquico de Foción) de la siguiente manera:
"Cabrias, de suyo tardo y pesado, metido ya en los combates se irritaba y encendía en ira, arrojándose a los peligros temerariamente: como en Quíos, que perdió la vida por ser el primero a acometer con su galera y en emprender a viva fuerza el desembarco".
Fue padre de Ctesipo.